# PCD (альбом)
PCD — дебютний альбом жіночої поп-групи Pussycat Dolls, виданий 12 вересня 2005 року в США на лейблі A&M Records. Альбом був випущений після залучення в колектив Мелоді Торнтон і Ніколь Шерзінгер, а також випуску 2 синглів. Основну частину альбому спродюсували Рон Фейр і Тал Херцберг в співпраці з іншими продюсерами: Timbaland, Cee Lo Green, will.i.am і Річем Харріссоном.

## Про альбом
PCD отримав змішані відгуки від критиків, які в основному критикували кавер-версії, представлені на диску, і Ніколь Шерзінгер, єдину учасницю Pussycat Dolls, яка співала головний вокал. Альбом попав в топ-10 в таких країнах як, Австралія, Канада і Велика Британія, а також досяг 1-го місця в ірландському і новозеландському хіт-парадах. В США альбом досяг 5-ї лінійки, з продажами в понад 2,9 мільйонів копій. По всьому світу було продано близько 9 млн копій.
В підтримку альбому було випущено 6 синглів. Як перший сингл була вибрана пісня «Don't Cha», яка стала міжнародним хітом, який досяг верхні лінійки хіт-парадів по всьому світу (в Billboard Hot 100 дебютний сингл проекту досяг другого місця). Другий сингл «Stickwitu» став топ-5 хітом в багатьох країнах, і був номінований на премію «Греммі» в номінації «Найкраще вокальне поп-виконання дуетом чи групою» (2007). Четвертий сингл «Buttons» був записаний з участю репера Snoop Dogg і досяг третього місця в хіт-параді Billboard Hot 100. Інші сингли («Beep», «I Don't Need A Man» і «Wait a Minute») користувались середнім успіхом.
В альбомі представлені пісні в стилях поп/денс/сучасного R&B, композиції, із впливом джазу, а також кавер-версії. За словами групи, на утримання альбому серед інших вплинули Гвен Стефані, Джанет Джексон, Пола Абдул і M.I.A.. «PCD» — єдиний альбом з 6 початковими учасницями групи. Альбом попав на 150-е місце в спеціальному списку Billboard, який включає 200 найбільш продаваних альбомів всіх жанрів за період 2000—2009.

## Реліз і промоція
Альбом був випущений 13 вересня 2005 в США. 21 листопада 2006 була видана розширена дводискова версія PCD з назвою PCD Tour Edition (Explicit Version), яка містить 20 композицій. В розширену версію входять 10 пісень зі стандартного видання, повна версія «Don't Cha», ремікс «Hot Stuff (I Want You Back)», ремікс «Stickwitu» (з участю Avant), версія «Buttons» (з участю Снуп Догга), яка використовувалась під час просування синглу, «Sway» зі саундтреку фільму «Давайте потанцюємо», «Flirt» (сторона «Б» «Buttons») і 4 рингтони.

## Список композицій
| Стандартний | Стандартний                          | Стандартний                                         | Стандартний |
| #           | Назва                                | Автор музики                                        | Тривалість  |
| ----------- | ------------------------------------ | --------------------------------------------------- | ----------- |
| 1.          | «Don't Cha» (з участю Busta Rhymes)  | Коллевей, Sir Mix-a-Lot, Сміт                       | 4:32        |
| 2.          | «Beep» (з участю will.i.am)          | Адамс, ДіоГарді, Джефф Лінн                         | 3:48        |
| 3.          | «Wait a Minute» (з участю Timbaland) | Мослі, Хілсон                                       | 3:41        |
| 4.          | «Stickwitu»                          | Френні Голді, Лівінгстон, Роберт Д. Пальмер         | 3:26        |
| 5.          | «Buttons»                            | Гарретт, Джонс, Перрі, Шерзінгер                    | 3:45        |
| 6.          | «I Don't Need a Man»                 | Річ Харрісон, Шерзінгер, ДіоГарді, Vanessa Brown    | 3:39        |
| 7.          | «Hot Stuff (I Want You Back)»        | Пітер Беллоті, Гарольд Фалтермейер, Кейт Форсі, Фаі | 3:46        |
| 8.          | «How Many Times, How Many Lies»      | Дайан Воррен                                        | 3:55        |
| 9.          | «Bite the Dust»                      | Хілсон, Kwamé                                       | 3:32        |
| 10.         | «Right Now»                          | Хербі Манн, Сигман                                  | 2:27        |
| 11.         | «Tainted Love/Where Did Our Love Go» | Кобб/Holland–Dozier–Holland                         | 3:25        |
| 12.         | «Feeling Good»                       | Ентоні Ньюлі, Леслі Брікасс                         | 4:19        |

| Бонусні треки | Бонусні треки                                       | Бонусні треки                       | Бонусні треки |
| #             | Назва                                               | Автор музики                        | Тривалість    |
| ------------- | --------------------------------------------------- | ----------------------------------- | ------------- |
| 17.           | «Sway»                                              | Пабло Белтран Руїс, Норман Джимбель | 3:12          |
| 18.           | «Flirt»                                             | Шерзінгер, ДіоГарді, Уеллс          | 2:56          |
| 19.           | «We Went as Far as We Felt Like Going» (Japan only) | Боб Крю, Кенні Нолан                | 3:50          |

| PCD: Випуск з туру (Повна версія) | PCD: Випуск з туру (Повна версія)                 | PCD: Випуск з туру (Повна версія) |
| #                                 | Назва                                             | Тривалість                        |
| --------------------------------- | ------------------------------------------------- | --------------------------------- |
| 17.                               | «Sway»                                            | 3:12                              |
| 18.                               | «Flirt»                                           | 2:56                              |
| 19.                               | «Stickwitu (Urban Mix)» (з участю Avant)          | 3:18                              |
| 20.                               | «Buttons (Фінальна Версія)» (з участю Snoop Dogg) | 3:52                              |
| 21.                               | «Don't Cha (More Booty)» (з участю Busta Rhymes)  | 4:48                              |
| 22.                               | «Hot Stuff (I Want You Back) (Ремікс)»            | 4:36                              |
| 23.                               | «He Always Answers (Дзвінок на телефон)»          | 0:40                              |
| 24.                               | «Vibrate off the Table (Рингтон)»                 | 0:39                              |
| 25.                               | «Freaky Fun Message (Голосова пошта)»             | 0:19                              |
| 26.                               | «PCD (Text Alert)»                                | 0:06                              |

| Wal-Mart (Exclusive Mobile Content) (Обмежений Випуск) | Wal-Mart (Exclusive Mobile Content) (Обмежений Випуск) | Wal-Mart (Exclusive Mobile Content) (Обмежений Випуск) |
| #                                                      | Назва                                                  | Тривалість                                             |
| ------------------------------------------------------ | ------------------------------------------------------ | ------------------------------------------------------ |
| 1.                                                     | «Wait a Minute (рингтон)»                              | 0:39                                                   |
| 2.                                                     | «Buttons (відео-виступ)»                               |                                                        |
| 3.                                                     | «PCD Шпалери для мобільного»                           |                                                        |